# Městská jatka (Kraslice)
Městská jatka je památkově chráněný areál v Kraslicích v okrese Sokolov, vybudovaný na počátku 20. století k porážce hospodářských zvířat.
Soubor secesních staveb se nachází nad pravým břehem říčky Svatavy u jižního okraje města v ulici U elektrárny. V interiéru se nachází expozice zrekonstruovaného strojního zařízení jatek.
S výjimkou objektu trafostanice, postavené na místě bývalé elektrárny, je areál od roku 2004 chráněn jako kulturní památka.

## Historie
Na místě vyhořelé prádelny Heinricha Pilze byly v těsné blízkosti železniční trati vybudovány jatky společně s městskou elektrárnou. Architektem byl varnsdorfský architekt Anton Möller, který se specializoval na obdobné objekty. Literatura uvádí, že inspiraci hledal v maurské nebo balkánské architektuře. Postupně jich vyprojektoval až 24 na celém území tehdejšího Rakouska-Uherska, jatka v Kraslicích jsou mezi nimi považována za nejzachovalejší.
Budovy postavil místní stavitel Anton Gerstner, strojní zařízení dodala pražská Rustonka. Do areálu vedla kolej z tehdejšího dolního nádraží (nyní vlaková zastávka Kraslice předměstí), aby vagony s dobytkem mohly zajíždět do jatek. Ve 30. letech 20. století proběhla modernizace, technologii pro chladírnu dodala První brněnská strojírna, manipulační zařízení jatek vyrobily plzeňské Škodovy závody.
Až do roku 1990 sloužil areál svému účelu. Od roku 2002 jsou budovy v soukromém vlastnictví, využívané jako obchod se stavebninami a stylová restaurace.

## Stavební podoba a technologické vybavení

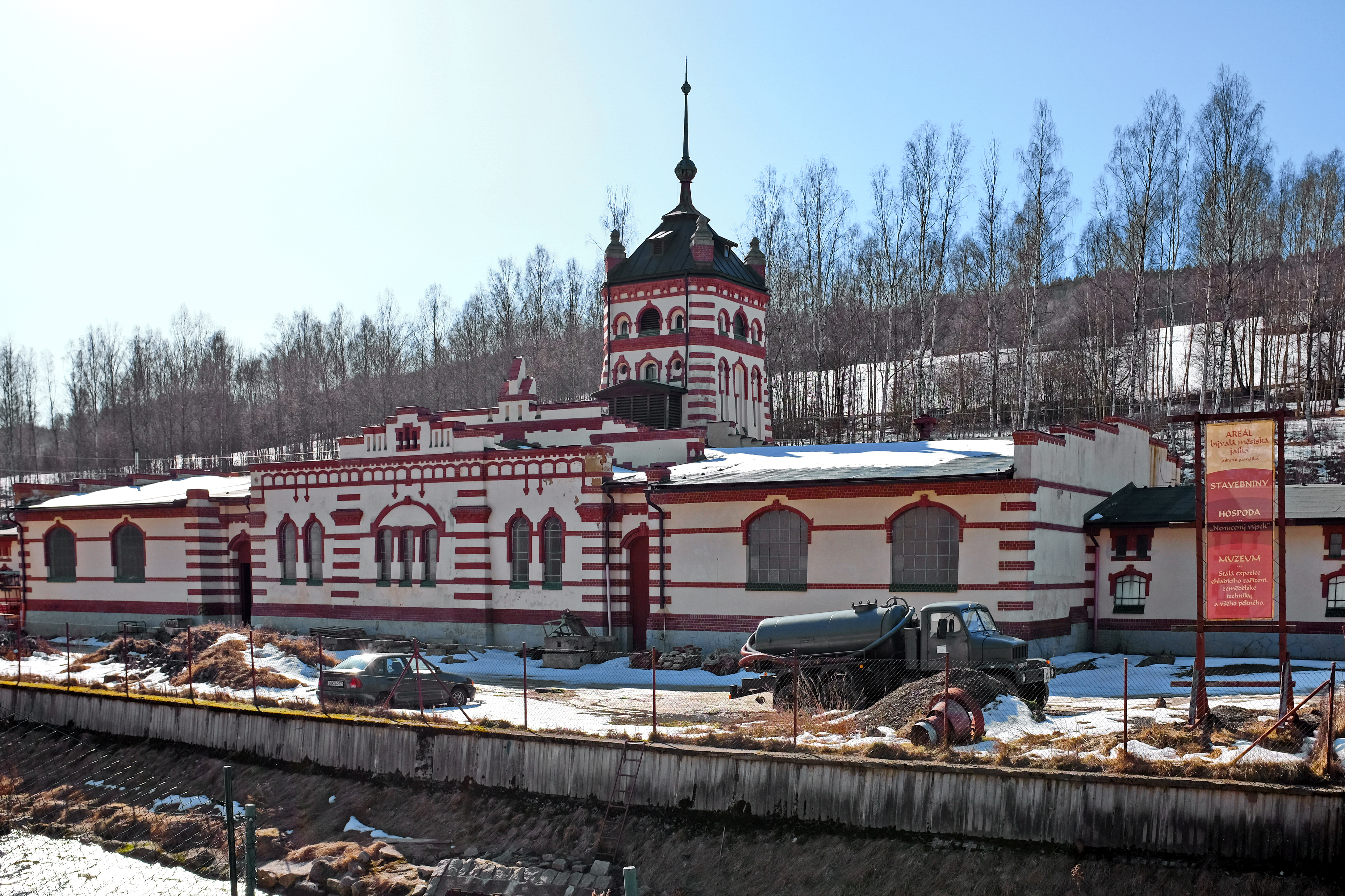
Pohled od severozápadu

Areál sestává z hlavní budovy čp. 1928, pomocné provozní haly, objektu se sociálním zařízením a obytné budovy čp. 636. Obytná budova je zděný dvoupodlažní objekt s dochovaným architektonickým členěním fasád s keramickými tvarovkami. Centrální výrobní objekt tvoří přízemní zděná budova s polopatrem. Jedná se o osově symetrickou dvojici porážkových hal. Severní hala byla určena pro vepřový dobytek, jižní pro dobytek hovězí. Haly jsou propojeny manipulačním traktem předchladírny a při východní straně spojeny se střední, patrovou budovou chladírny. Severní a jižní část je doplněna dvěma budovami stájí. Na příčné ose stojí při západní straně chladírny 25 metrů vysoká kónická dvoupatrová věž završená jehlancovou střechou s makovicí. V jejím přízemí se nachází strojovna a kotelna s výparníky, v patře nádrže na horkou a studenou vodu. K věži po obou stranách přiléhají místnosti dršťkáren.
V areálu bývalých jatek se dochovala značná část původních technologických zařízení. Ve výparníkové věži se dochoval chladicí systém s ležatým jednoválcovým kompresorem, původně poháněným velkým parním strojem. Ten byl později nahrazen elektromotorem firmy Siemens. Výrobník ledu sloužil nejen pro jatka k chlazení masa, ale zásobovaly se jím i okolní hospody. K odvádění ohřátého vzduchu z výměníku sloužil radiální ventilátor s jedním oběžným kolem. Rovněž se dochoval výměník s hadem kovových trubek, visutá kolejová dráha pro přepravu z porážkových hal a zdvihací zařízení k manipulaci s břemeny na kolejovou dráhu.